# Gheorghi Kalinkov
Gheorghi Kalinkov (în bulgară Георги Калинков; n. 6/18 august 1860, Tvardița, raionul Taraclia, Republica Moldova – d. 8 aprilie 1926, Sofia, Regatul Bulgariei) a fost un deputat, diplomat și jurist bulgar, primar al Sofiei în perioada 1918-1920. Pe lângă asta, a fost și doctor în drept, judecător și avocat.

## Biografie
S-a născut în satul Tvardița din ținutul Bender, gubernia Basarabia (Imperiul Rus). A absolvit un gimnaziu din Chișinău, după care a urmat Facultatea de Drept la Universitatea Imperială Novorossia din Odesa. Și-a apărat doctoratul la Bruxelles. 
La sfârșitul secolului al XIX-lea s-a stabilit la Sofia, unde început să lucreze ca avocat. S-a numărat printre fondatorii Partidului Democrat din Bulgaria, ulterior, a fost președintele organizației teritoriale din Sofia. A fost membru al celei de-a 14-a Adunări Naționale a Bulgariei. 
A fost ambasadorul Bulgariei în România în perioda 7 ianuarie 1911 – 28 august 1913, cu rang de ministru plenipotențiar.
A fost ales în mod repetat consilier municipal al capitalei bulgare. În perioada 12 august 1918 – 5 septembrie 1920 a fost primar de Sofia. A condus serviciile municipale ale capitalei într-una dintre cele mai dificile perioade din istoria orașului, la sfârșitul primului război mondial, până la 5 septembrie 1920.
A murit la Sofia pe 8 aprilie 1926.

## Lucrări
- „România și politica sa față de Bulgaria” (Румъния и нейната политика спрямо България), 1885.